# NPK (musikalbum)
NPK är den isländska musikgruppen Skárren Ekkerts (idag Ske) femte musikalbum. Albumet släpptes år 1999 på skivbolaget Íslenski dansflokkurinn. Detta var även det sista gruppen släppte under namnet Skárren Ekkert.

## Låtlista
1. Intró
2. Hringur
3. NPK
4. Vals